# Ionel Igorov
Ionel Igorov es un deportista rumano que compitió en piragüismo en la modalidad de aguas tranquilas. Ganó una medalla de plata en el Campeonato Mundial de Piragüismo de 1982, en la prueba de K4 10 000 m.

## Palmarés internacional
| Campeonato Mundial | Campeonato Mundial    | Campeonato Mundial | Campeonato Mundial |
| Año                | Lugar                 | Medalla            | Evento             |
| ------------------ | --------------------- | ------------------ | ------------------ |
| 1982               | Belgrado (Yugoslavia) | Medalla de plata   | K4 10 000 m        |